# بيجو 202
بيجو 202 (بالإنجليزية: Peugeot 202)‏ هي سيارة من صناعة بيجو أنتجت في 1938 وتوقف إنتاجها في 1942.

## معرض صور

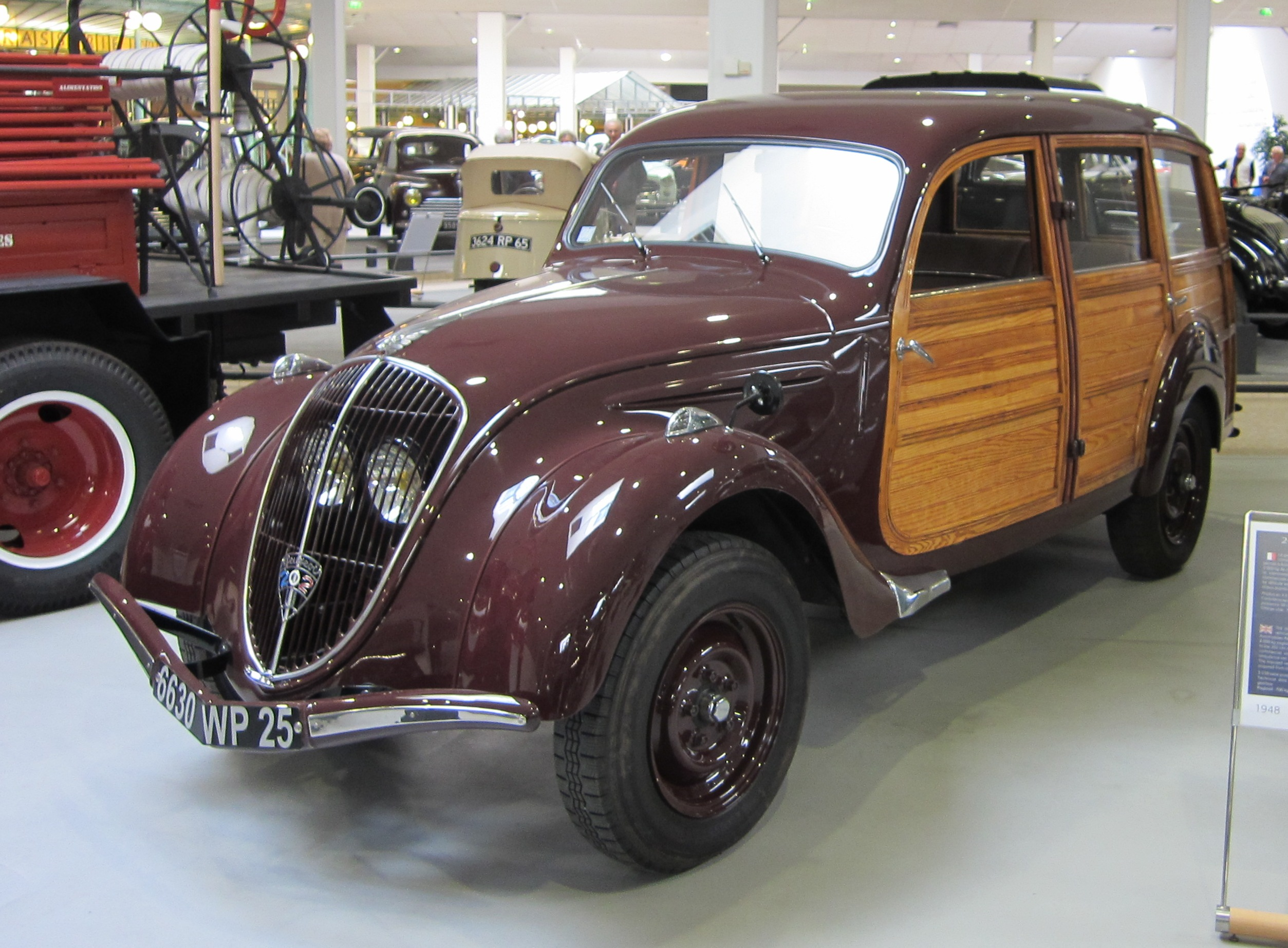
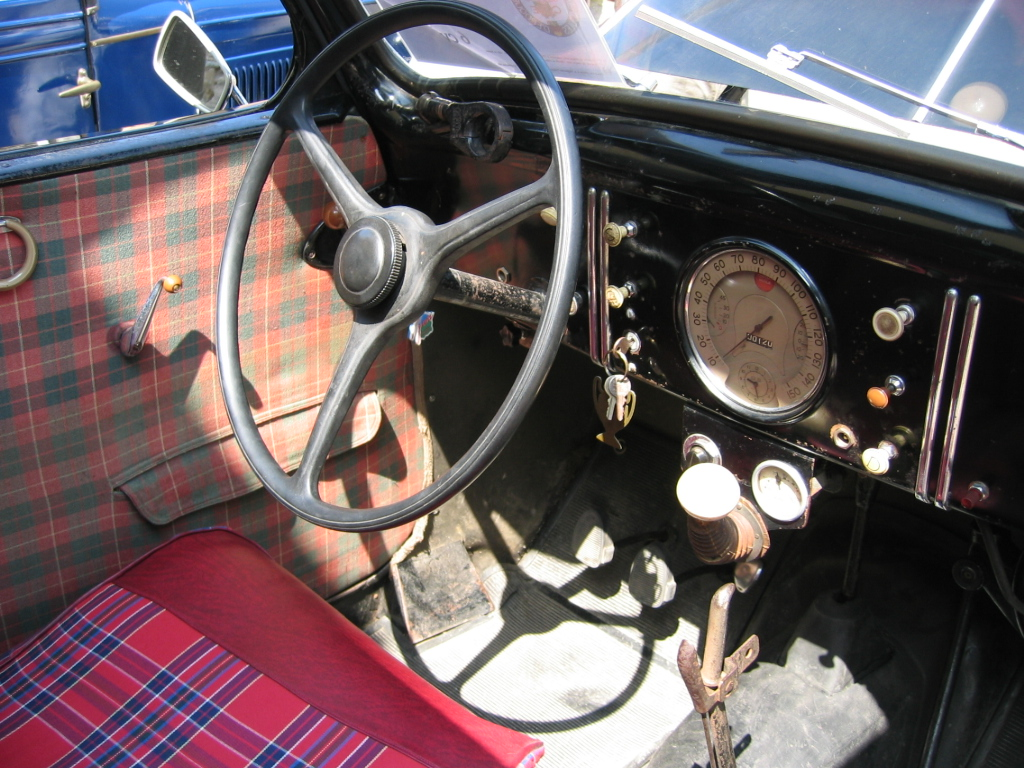
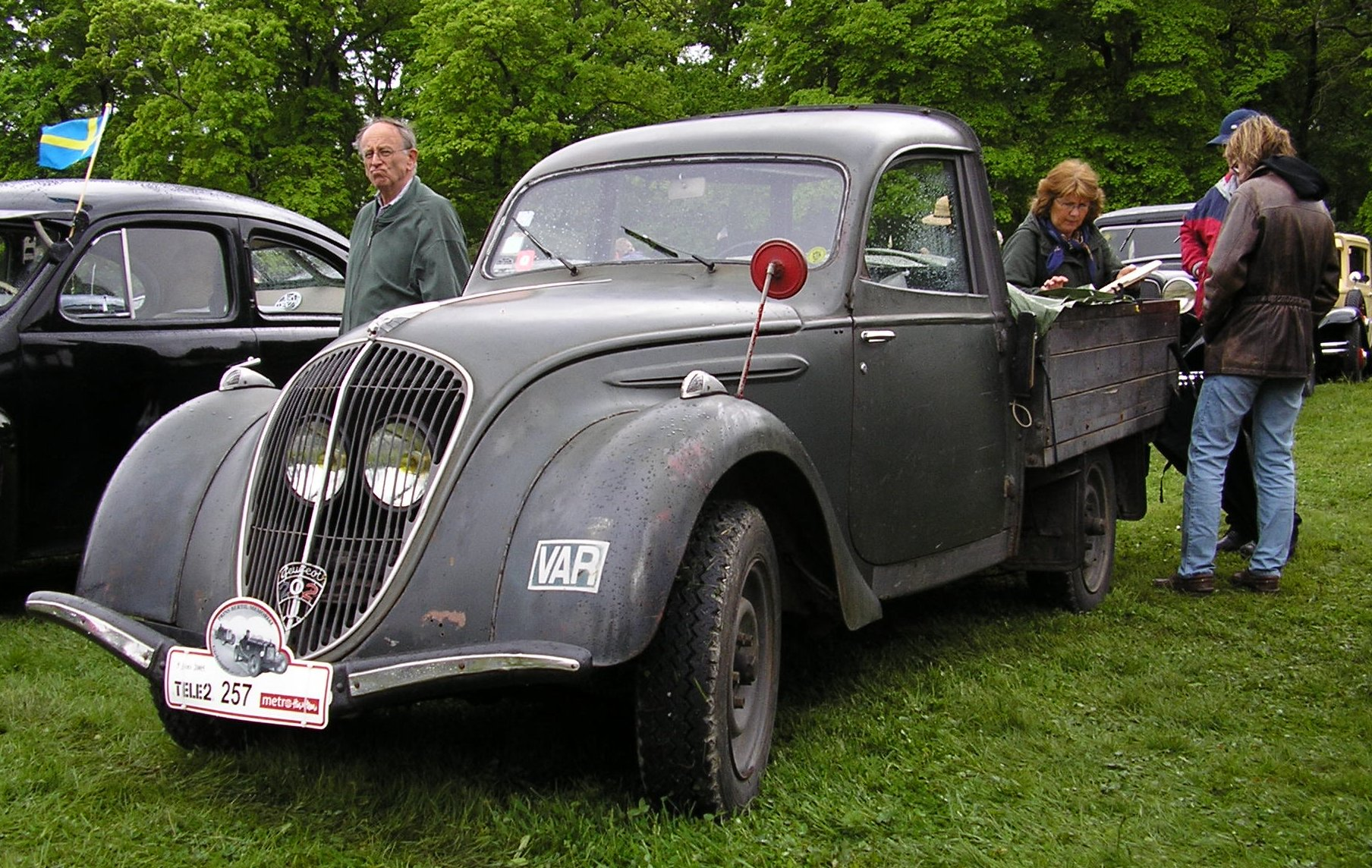
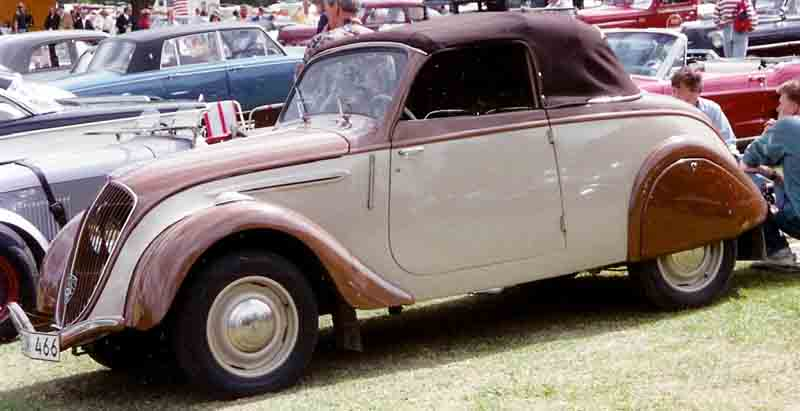
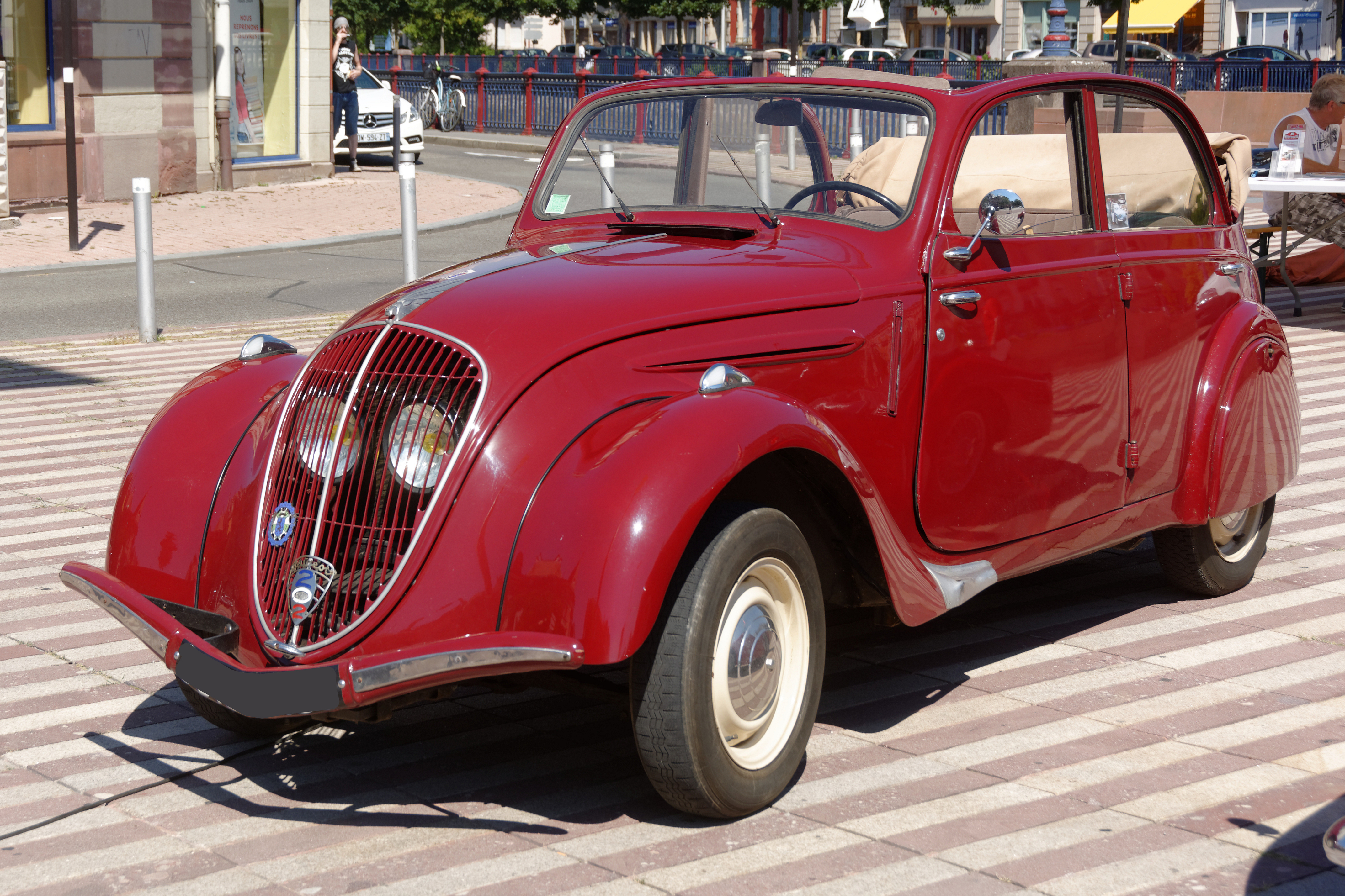